# 讷伊昂丹
讷伊昂丹（法語：Neuilly-en-Dun，法語發音：[nœji ɑ̃ dœ̃]）是法国谢尔省的一个市镇，属于圣阿芒蒙龙区。

## 地理
讷伊昂丹（46°47'57"N, 2°46'58"E）面积29.46 平方千米，位于法国中央-卢瓦尔河谷大区谢尔省，该省份为法国中部省份，北起卢瓦雷省，西接卢瓦-谢尔省和安德尔省，南至克勒兹省，东南接阿列省，东临涅夫勒省。
与讷伊昂丹接壤的市镇（或旧市镇、城区）包括：欧布瓦河畔欧日、巴讷贡、贝赛勒弗罗芒塔勒、肖蒙、日瓦尔东、圣艾尼昂德努瓦耶。

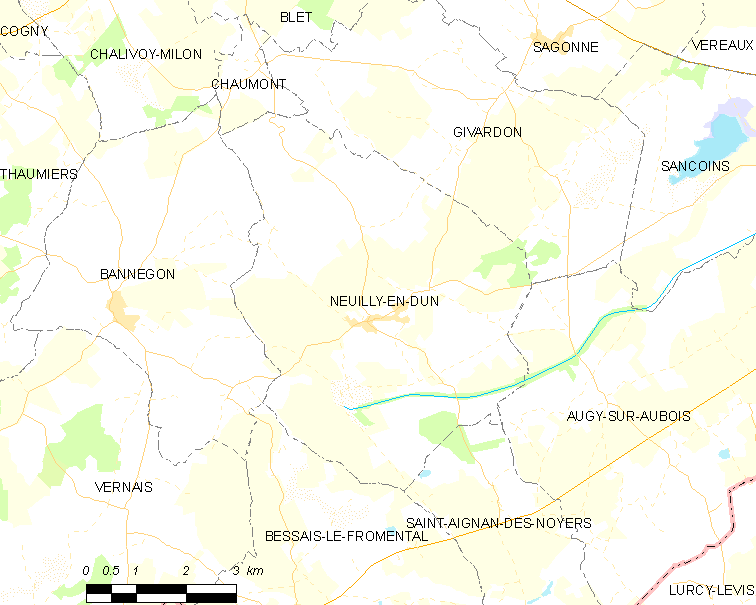
讷伊昂丹的OSM定位图

讷伊昂丹的时区为UTC+01:00、UTC+02:00（夏令时）。

## 行政
讷伊昂丹的邮政编码为18600，INSEE市镇编码为18161。

## 政治
讷伊昂丹所属的省级选区为欧龙河畔丹县。

## 人口

1962-2008年间讷伊昂丹人口变化图示

讷伊昂丹于2022年1月1日时的人口数量为225人。